# ياسمين بنت عاصم
ياسمين بنت عاصم (30 يونيو 1975-) أميرة أردنية وهي ابنة عاصم بن نايف وابنة عم الملك عبد الله الثاني.

## عائلة
للأميرة ياسمين أختان شقيقتان هما الأميرة سارة (ولدت سنة 12 أغسطس 1978) والأميرة نور (ولدت سنة 6 أكتوبر 1982) ولديها كذلك ثلاث اشقاء من جهة والدها هم: الأمير نايف (ولد في 22 يناير 1998) والأميرة صالحة (ولدت سنة 7 يونيو 1987) والأميرة نجلاء (ولدت 9 مايو 1988)، زوجة والدها هي الزوجة الحالية له وهي الأميرة سناء عاصم.